# هارالد شنايدر
هارالد شنايدر هو لاعب كرة قدم نمساوي في مركز الدفاع، ولد في 8 يونيو 1966.

## وصلات خارجية
- هارالد شنايدر على موقع قاعدة بيانات كرة القدم.إي يو (الإنجليزية)
- هارالد شنايدر على موقع ناشيونال فوتبول تيمز (الإنجليزية)
- هارالد شنايدر على موقع عالم كرة القدم.نت (الإنجليزية)